# IC 4682
IC 4682 ist eine Balken-Spiralgalaxie vom Hubble-Typ SBbc im Sternbild Pfau am Südsternhimmel. Sie ist schätzungsweise 154 Millionen Lichtjahre von der Milchstraße entfernt und hat einen Durchmesser von etwa 105.000 Lichtjahren.
Das Objekt wurde am 20. August 1900 von DeLisle Stewart entdeckt.

## IC 4682-Gruppe (LGG 420)
| Galaxie   | Alternativname | Entfernung/Mio. Lj |
| --------- | -------------- | ------------------ |
| IC 4682   | PGC 61669      | 154                |
| IC 4704   | PGC 61906      | 157                |
| IC 4705   | PGC 61914      | 155                |
| IC 4712   | PGC 61981      | 166                |
| PGC 61930 | ESO 071-013    | 137                |